# Zosimo (storico)
Zosimo (in greco antico: Ζώσιμος?, Zósimos; in latino Zosimus; fl. 507-518) è stato uno storico bizantino, autore della Storia nuova.

## Biografia
Secondo Fozio, Zosimo visse a Costantinopoli e fu essenzialmente conte e advocatus fisci, ossia avvocato fiscale.
Ulteriori notizie provengono da cenni nella sua opera: Zosimo doveva essere pagano, visto che critica il cristianesimo dell'imperatore Costantino ed esalta le virtù del "restauratore" del paganesimo Giuliano. Inoltre critica la tassa del Chrysargyrum, abolita da Anastasio I nel 498, in termini che suggeriscono fortemente che sia vissuto dopo tale data. Evagrio, che scrive alla fine del VI secolo, attacca Zosimo e afferma che anche Eustazio, morto intorno al 518, scrisse contro di lui. Questo ci permette di datare, dunque, Zosimo tra fine V e inizio VI secolo.

## Storia Nuova
Zosimo fu autore di una storia di Roma in sei libri, scritta in greco, con il titolo Ἱστορία Νέα (Storia nuova), dove si rifà a Polibio riprendendone la tesi storiografica secondo la quale la formazione del potere romano si deve alla sorte e al destino. Lo schema dell'opera è reperibile in Fozio:
(Fozio, Biblioteca, cod. 98, 1 - trad. A. D'Andria)
Dunque, il primo libro è un racconto per grandi linee che parte dalla guerra di Troia per concentrarsi sulla storia, appena delineata, degli imperatori da Augusto a Diocleziano (305), con un singolare dettaglio nella narrazione del regno di Aureliano; i libri secondo, terzo e quarto trattano con maggiore dettaglio il periodo che va dall'abdicazione di Diocleziano alla morte di Teodosio I; i libri quinto e sesto descrivono i quindici anni che vanno dall'ascesa al trono di Onorio e Arcadio (395) all'anno del sacco di Roma del 410 da parte di Alarico I; l'opera termina improvvisamente poco prima del sacco vero e proprio.
L'opera è stata conservata quasi per intero, attraverso il manoscritto Vaticano Greco 156; manca solo la sezione sugli anni 282-305, che riguardava il regno di Diocleziano, a causa della scomparsa del quarto quaternione. La versione giunta fino al giorno d'oggi sembra essere la stessa letta da Fozio: la conclusione improvvisa del testo non sembra quindi dovuta a perdite, ma piuttosto pare che Zosimo abbia interrotto la stesura dell'opera, che probabilmente nelle sue intenzioni doveva arrivare ai suoi giorni.
Il titolo in greco, Historia Nea, è quello originale. Probabilmente l'aggettivo "nuova" intendeva sottolineare la sua diversità rispetto ai testi cristiani. Cinque dei sei libri di cui si compone l'opera narrano infatti le vicende degli imperatori da Costantino I in poi, evidenziandone gli errori, attribuiti all'adozione della corrotta religione cristiana, da Zosimo additata come causa della rapida e inarrestabile decadenza dell'Impero romano.
Zosimo, secondo gli studi, avrebbe usato Dessippo, con la sua Cronaca, per il libro I, che è un riassunto della storia romana fino a Diocleziano, Eunapio per i libri II-V 27 e poi Olimpiodoro, la cui storia si fermava al 425. Zosimo li utilizzò in modo acritico, come si può notare nel libro V, dove la presentazione di Stilicone è ostile mentre segue Eunapio, e poi diventa leggermente positiva in V 34, quando segue Olimpiodoro.